# Spvgg Freudenstadt
Die Spvgg Freudenstadt ist ein Sportverein aus Freudenstadt. Der Verein hat rund 400 Mitglieder. Bekannt wurde die Spvgg Freudenstadt durch seine Fußballer, die 1972/73 und 1974/75 bis 1976/77 in der drittklassigen 1. Amateurliga Schwarzwald-Bodensee spielten und zweimal am DFB-Pokal teilnahmen.

## Geschichte
Der Verein wurde am 9. März 1920 gegründet. Mit der Meisterschaft in der 2. Amateurliga, Staffel 4, feierten die Fußballer der Spvgg Freudenstadt in der Saison 1971/72 ihren ersten großen Erfolg. Nach einem ein- und dreijährigen Intermezzo in der 1. Amateurliga Schwarzwald-Bodensee folgte die Rückkehr in die 2. Amateurliga, die 1978/79 in Landesliga, Staffel III, umbenannt wurde. Dort hielt sich die Spvgg vier Jahre lang, nach dem Abstieg 1982/83 spielten die Kurstädter lange Jahre in der Bezirksliga und gar drei Spielzeiten lang in der Kreisliga A, Nördlicher Schwarzwald.
Erst mit der Meisterschaft 2006/07 in der Bezirksliga Nördlicher Schwarzwald gelang nach 24 Jahren die Rückkehr in die Landesliga. Aus dieser stieg man 2015 ab, kehrte 2016 aber direkt wieder zurück. 2018 stieg man erneut ab, 2025 gelang die neuerliche Rückkehr in die Landesliga.

## Erfolge
- Meister der 2. Amateurliga 1972, 1974
- WFV-Pokalsieger 1975
- Teilnahme am DFB-Pokal 1975/76 und 1976/77
- Meister Bezirksliga 1948, 1950, 1953, 1961, 1966, 1970, 1982, 2007, 2010, 2014 und 2016
- Bezirkspokalsieger 1970, 1982, 2005, 2010 und 2014